# Livingstone W. Bethel
Livingstone Wellesley Bethel (* 26. Oktober 1845 in Nassau, Bahamas; † 21. Oktober 1914 in Key West, Florida) war ein US-amerikanischer Politiker. Zwischen 1881 und 1885 war er Vizegouverneur des Bundesstaates Florida.

## Werdegang
Im Alter von zwei Jahren kam Livingston Bethel mit seiner Familie nach Key West in Florida, wo sein Vater Winer Bethel als Rechtsanwalt und Bezirksrichter tätig war. Anfang der 1870er Jahre wurde der Vater auch Bürgermeister von Key West. Livingstone besuchte die öffentlichen Schulen seiner Heimat und die Walnut Hill Military Academy in Geneva im Staat New York. Nach einem anschließenden Jurastudium und seiner 1869 erfolgten Zulassung als Rechtsanwalt begann er in diesem Beruf zu arbeiten. Gleichzeitig schlug er als Mitglied der Demokratischen Partei eine politische Laufbahn ein. Zwischen 1877 und 1880 war er, wie sein Vater, Bürgermeister von Key West.
1880 wurde Bethel an der Seite von William D. Bloxham zum Vizegouverneur von Florida gewählt. Dieses Amt bekleidete er zwischen 1881 und 1885. Dabei war er Stellvertreter des Gouverneurs und Vorsitzender des Staatssenats. Nach seiner Zeit als Vizegouverneur praktizierte er in verschiedenen Positionen als Jurist. Von 1884 bis 1889 war er Bezirksstaatsanwalt; von 1895 bis 1911 amtierte er als Strafrichter. Danach war er ab 1911 bis zu seinem Tod Richter im elften Gerichtsbezirk von Florida. Das Ende seiner Richterzeit war von einer langen Krankheit überschattet, der er am 21. Oktober 1914 erlag.